# Pan American Baseball Confederation
La Pan American Baseball Confederation (spa. Confederación Panamericana de Béisbol, COPABE) è l'organo che governa il baseball nelle Americhe, ed una delle cinque zone della International Baseball Federation. La sede della COPABE è situata a Panamá City, Panama.
È una associazione internazionale, fondata nel 1985, che riunisce 29 federazioni nazionali di baseball nelle Americhe, e, come organo di governo, è responsabile del controllo e dello sviluppo del baseball nelle Americhe. Inoltre, promuove, supervisiona e dirige le competizioni americane a livello di club e di squadre nazionali, e gli arbitri americani internazionali.

## Nazioni aderenti
- Argentina - Federación Argentina de Béisbol
- Aruba - Amateur Baseball Bond Aruba
- Bahamas - Bahamas Baseball Association
- Bolivia - Federación Boliviana de Béisbol y Softbol
- Brasile - Confederação Brasileira de Beisebol e Softbol
- Canada - Baseball Canada
- Cile - Federación de Béisbol y Softbol de Chile
- Colombia - Federación Colombiana de Béisbol
- Costa Rica - Federación Costarricense de Béisbol
- Cuba - Federación Cubana de Béisbol
- Curaçao - Curaçao Baseball Federation
- Rep. Dominicana - Federación Dominicana de Béisbol
- Ecuador - Federación Ecuatoriana de Béisbol
- El Salvador - Federación Salvadoreña de Béisbol
- Giamaica - Jamaica Baseball Association
- Guatemala - Federación Nacional de Béisbol Guatemala
- Guyana - Guyana Baseball League
- Haiti - Association Haïtienne de Baseball et de Softball
- Honduras - Federación Hondureña de Béisbol
- Isole Vergini Americane - Virgin Islands Baseball Federation
- Isole Vergini Britanniche - British Virgin Islands Baseball Federation
- Messico - Federación Mexicana de Béisbol
- Nicaragua - Federación Nicaragüense de Béisbol Asociada
- Panama - Federación Panameña de Béisbol Aficionado
- Perù - Federación Deportiva Peruana de Béisbol
- Porto Rico - Federación de Beisbol de Puerto Rico
- Stati Uniti - USA Baseball
- Trinidad e Tobago - Baseball Softball Association of Trinidad and Tobago
- Venezuela- Federación Venezolana de Béisbol